# Münchehof
Münchehof ist der südlichste und zweitgrößte Stadtteil der Stadt Seesen im Landkreis Goslar, Niedersachsen und liegt am Nordwestrand des Harzes.

## Geographie
Die nächsten Großstädte sind Braunschweig, circa 70 Kilometer nördlich und Göttingen, das etwa 60 Kilometer südlich liegt. Im Nordosten liegt die Kreisstadt Goslar. Das Dorf grenzt an den Landkreis Göttingen. Die benachbarten Ortschaften sind im Norden Herrhausen und Seesen, im Osten Wildemann, im Süden Gittelde (Landkreis Göttingen) und im Westen Kirchberg. Die Nord-Süd-Ausdehnung beträgt 2,1 km und die West-Ost-Ausdehnung 3,6 km. Durch den Ort fließen mehrere kleine Bäche, darunter der Pandelbach, der Griesebach, der Assekenbach und die Markau (ein Nebenfluss der Söse.)
| Hannover (80 km) Hildesheim (50 km)     | Bockenem (20 km)                            | Braunschweig (70 km) Salzgitter (40 km) Goslar (30 km) |
| Bad Gandersheim (15 km) Einbeck (30 km) | Kompassrose, die auf Nachbargemeinden zeigt | Bad Harzburg (40 km) Wernigerode (65 km)               |
| Northeim (25 km) Göttingen (55 km)      | Osterode am Harz (15 km)                    | Clausthal-Zellerfeld (20 km) Nordhausen (70 km)        |

Entfernungen sind gerundete Straßenkilometer bis zum Ortszentrum.

### Ortsteile
Zu Münchehof gehören die Ortslage Stauffenburg und die Domäne Fürstenhagen.

### Partnerschaften
Partnerort von Münchehof ist Münchehofe bei Berlin.

## Geschichte

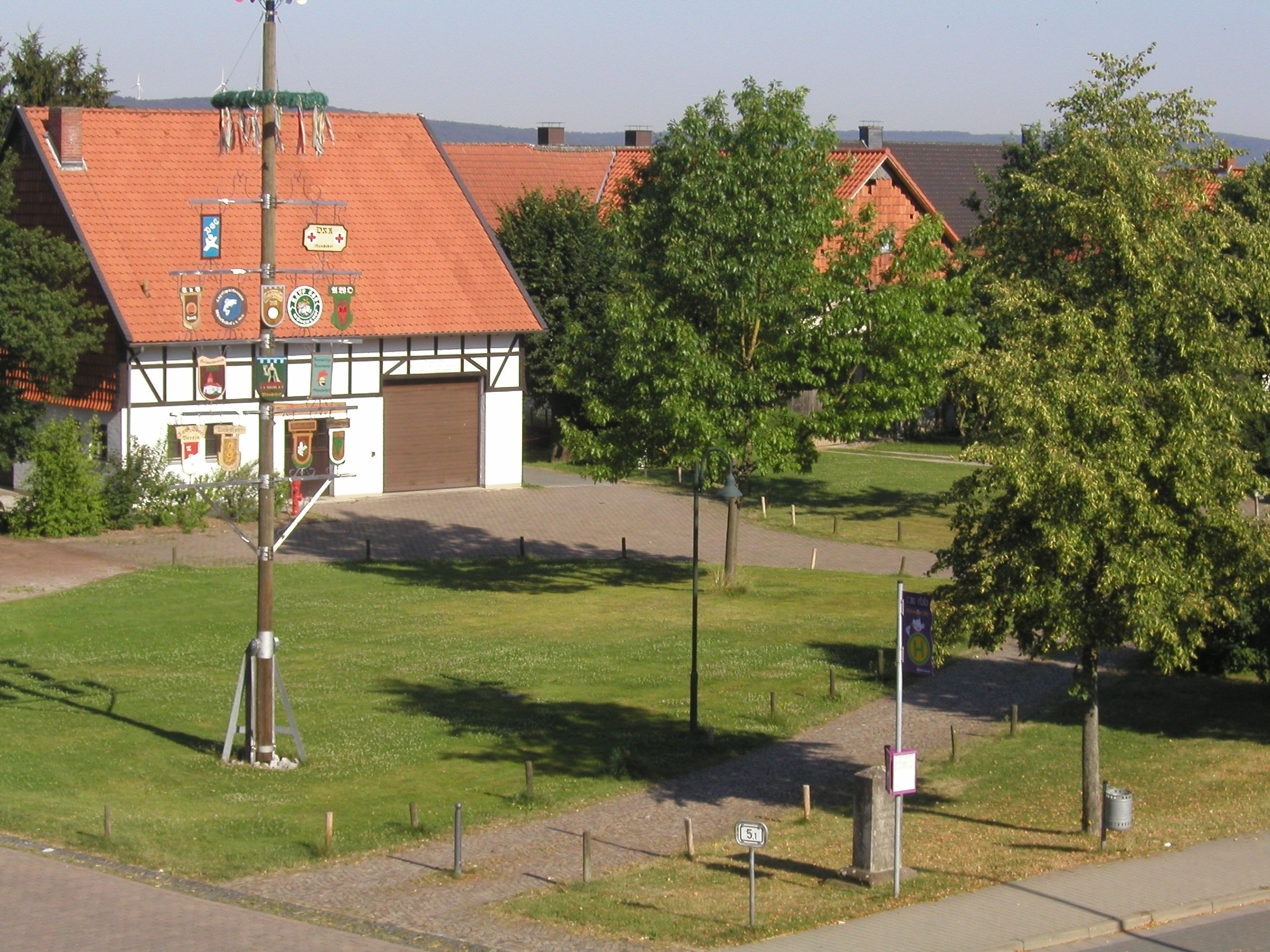
Dorfplatz Münchehof mit Ständebaum und Feuerwehrhaus

Die Bezeichnung leitet sich vom mittelalterlichen Mönche-Hof ab, einer Außenstelle des Klosters Walkenried. Der Zisterzienser-Orden hat im nahe gelegenen Pandelbach-Tal die Erze des Goslarer Rammelsberges verhüttet.
1345 wurde auf dem Gebiet der Ortschaft der „Mönchehof“ angelegt, um dort Hüttenerzeugnisse und Geräte unterzubringen. Ein Dorf wurde aber erst gegen 1512/13 erwähnt.
Im Dreißigjährigen Krieg wurden während der Schlacht bei Lutter am Barenberge am 26. August 1626 große Teile des Ortes zerstört. Der Ort wurde wieder aufgebaut und umfasste 1692 wieder 44 Häuser.
Am 10. April 1945 musste ein Eisenbahntransport mit KZ-Häftlingen aus dem Lager Mittelbau-Dora Nordhausen auf dem Bahnhofsgelände stehen bleiben, weil zerstörte Bahngleise eine Weiterfahrt nicht mehr zuließen. Nach der Einnahme des Ortes zwei Tage später durch amerikanische Truppen wurden die halb verhungerten und verdursteten Häftlinge befreit. 23 von ihnen wurden aus den Waggons tot geborgen und danach auf dem Münchehöfer Friedhof in einem Massengrab bestattet. Zusätzlich ist auf dieser Anlage ein deutscher Soldat bestattet, der in den Apriltagen 1945 gefallen ist. Ein Gedenkstein und ein Kreuz auf der Grabanlage erinnert an die Opfer.
In der Nachkriegszeit erreichte Münchehof mit 2500 Einwohnern die höchste Bevölkerungszahl. Bis zum 1. Juli 1972 gehörte der Ort dem Landkreis Gandersheim an. Am genannten Datum wurde Münchehof nach Seesen eingemeindet und verlor so den Status einer eigenständigen Gemeinde.

### Entwicklung der Einwohnerzahl
| Jahr | Einwohner |
| ---- | --------- |
| 1998 | 2.114     |
| 2000 | 2.067     |
| 2002 | 1.976     |
| 2003 | 1.839     |
| 2005 | 1.714     |
| 2007 | 1.647     |
| 2011 | 1.598     |
| 2013 | 1.571     |
| 2014 | 1.526     |
| 2016 | 1.524     |
| 2018 | 1.525     |

## Politik

### Ortsrat
Der Ortsrat, der Münchehof vertritt, setzt sich aus sieben Mitgliedern zusammen. Die Ratsmitglieder werden durch eine Kommunalwahl für jeweils fünf Jahre gewählt.
Bei der Kommunalwahl 2021 ergab sich folgende Sitzverteilung:
| Ortsrat 2021Insgesamt 7 Sitze - SPD: 4 - CDU: 3 |

### Ortsbürgermeister
Dorothea Uthe-Meier (SPD) bleibt nach der Kommunalwahl am 12. September 2021 Ortsbürgermeisterin.

### Wappen
Das Münchehöfer Wappen zeigt auf einem grünen Hintergrund nebst silbernen Zinnenbalken (im oberen Bereich) ein langgestrecktes Fachwerkhaus mit einem dahinterstehenden Zisterzienser Mönch, welcher in seiner rechten Hand das Kreuz des 'heiligen Antonius’ trägt.
Die Wappenbegründung liefert für diese bildlichen Inhalte die Verknüpfungen zum Ortsteil. Mit den Zinnenbalken wird auf die nahe Stauffenburg verwiesen; die anderen Darstellungen spiegeln die Tatsache wider, dass einst das Zisterzienserkloster Walkenried im Bereich des einstigen Dorfes Münchehof Land- und Forstbesitz sein Eigen nannte und dort zudem einen Faktoreihof für die Berg- und Hüttenbetriebe im Ort errichtet hatte. Die Mönche spielen insofern eine Rolle im Wappen, weil sie eine dem heiligen Antonius geweihte Kapelle errichteten.
Der Entwurf zum Wappen wurde von W. Krieg und K. Helburg erarbeitet. In Zusammenarbeit mit dem Münchehöfer Heimatverein wurde der Entwurf geringfügig korrigiert und durch einen Beschluss des Ortsrates im Oktober 1990 als Ortswappen angenommen.

## Kultur und Sehenswürdigkeiten

### Sehenswürdigkeiten und Bauwerke
- Burgruine Stauffenburg, Domäne Fürstenhagen: Ruine einer früheren Höhenburg (ca. 1000 Jahre alt)
- Sankt-Antonius-Kirche: evangelische Kirche
- Historisches Pandelbachtal
- Sankt-Margarethen-Kapelle am Ziegenberg: uralter Kulturplatz, später Wallfahrtskirche der Zisterzienser Mönche, im 16. Jahrhundert aufgegeben – 1713–1778 Amtsgefängnis, danach Abbruch
- Hundertgülden-Brunnen: eine Quelle am Fuße des Ziegenbergs aus der schon vor 400 Jahren Wasser geflossen ist, 1985 vom Heimatverein gebaut und 1999 erneuert
- ehemalige Katholische Kirche: Heilige Familie, erbaut 1975
- Kriegerdenkmal: Denkmal an die im Krieg gefallenen Soldaten
- Im September 1945 wurde in Münchehof ein Denkmal eingeweiht. Der halbe Granitstein mit der Aufschrift „tschland“ gilt als eines der ersten Gedenkzeichen für KZ-Opfer in Deutschland überhaupt. Er soll an den Tod von 23 ehemaligen Häftlingen des Konzentrationslager Mittelbau Dora in Nordhausen (Thüringen) erinnern, die im April 1945 einen Räumungstransport aus dem KZ nicht überlebt hatten und auf dem Friedhof in Münchehof bestattet wurden.
- 1. Schule: Steinkamp, erbaut um 1650 (Wohn- und Schulstube) darin vier Bänke und eine Kuhkrippe
- 2. Schule: Thüringer Straße, erbaut um 1823 (jetzt Physiotherapiepraxis), 1880 Anbau Lehrerwohnung
- 3. Schule: Kastanienstraße, Volksschule ab 1934, davor Zigarrenfabrik, jetzt  Mecklenburgische Versicherung
- Geopark: Im Dezember 2020 aufgestellte Informations-Stele an der Thüringer Straße, die auf den Gletscherstein, einen eiszeitlicher Findling, der mit dem Schmelzwasser der Harzgletscher bis Münchehof gespült wurde, und auf die Tiefe Kuhle bei Fürstenhagen hinweist.

### Vereinsleben
Zu den Vereinen mit den meisten Mitgliedern zählen folgende:
- Der TSV „Frisch auf Münchehof e. V. von 1904“ zählt über 600 Mitglieder.[4]
- Angelsport Verein: ASV Münchehof-Stauffenburg[5]
- Garten Verein Münchehof: Kleingartenverein
- Jugendfeuerwehr: 20 Mitglieder
- SG Herrhausen / Münchehof: Fußballverein

## Wirtschaft und Infrastruktur
Münchehof ist ein Industriestandort mit Kalkwerk (seit 1938, damals Hermann-Göring-Werke) der Firma Fels, ein Tochterunternehmen der Cement Roadstone Holding Gruppe mit Sitz in Dublin und Fermacell-Gipsfaserplattenproduktion, seit 2018 ein Konzern der James Hardie Europe GmbH mit Hauptsitz in Dublin und Sydney. Des Weiteren sind im Ort die Unternehmen TSN-Beton Südharz mit einem Betonmischwerk und die  KEMNA-Bau mit einem Asphaltmischwerk ansässig. Am nordöstlichen Ortsrand liegt das Niedersächsische Forstliche Bildungszentrum, das aus einer Forstschule hervorgegangen ist. Münchehof ist zudem Kindergarten- und Grundschulstandort, hier werden derzeit ca. 160 Kinder aus dem Ort und der Umgebung unterrichtet. Die Grundschule wurde 2016 zur offenen Ganztagsschule umstrukturiert.
Unter anderem befindet sich am westlichen Ortsrand ein Umspannwerk, welches für Großteile der Stromversorgung im Harz verantwortlich ist. Außerdem existiert in der Ortsmitte ein Funkturm. Die Telekom erbaute 2020 nahe dem Industriegebiet einen weiteren Funkturm.
Münchehof bildet ein Unterzentrum der Stadt Seesen.

### Öffentliche Einrichtungen
Die Freiwillige Feuerwehr Münchehof wurde im Jahre 1874 gegründet.
Neben dem Feuerwehrhaus befindet sich der Verein des Deutschen Roten Kreuzes.
An der Grundschule befindet sich ein Freibad, ein Jugendraum, eine Bibliothek und der Volleyballplatz.

### Besondere Veranstaltungen
- Alljährlich findet am ersten Maiwochenende auf dem Dorfplatz das Dorffest statt.
- An der Grundschule findet am ersten Adventswochenende der Weihnachtsmarkt statt.
- Faschingsfest im Dorfgemeinschaftshaus
- Entenrennen an der Pandelbachhütte
- Osterfeuer auf dem Röseberg

## Verkehr
Die Bahnanbindung (ÖPNV) erfolgt über den Bahnhof an der Bahnstrecke Herzberg–Seesen–Braunschweig Hbf. Die Bahnstation wird zurzeit unter dem Projekt „Niedersachsen ist am Zug“ grundlegend erneuert und modernisiert. Ein Linientaxi des VRB verbindet den Ort ebenfalls mit Seesen. Ein Linienbus fährt im Zweistundentakt nach Bad Gandersheim und Seesen. Nahe dem Ort treffen die vierspurigen Bundesstraßen 242 (Seesen–Braunlage) und 243 (Seesen–Nordhausen) in Form einer linksgeführten Trompete aufeinander. Die nächstgelegene Autobahnauffahrt der A 7 befindet sich circa 5 Kilometer westlich an der Anschlussstelle Seesen.

### Bahnhof
Der Bahnhof Münchehof (Harz)  ist der zweitgrößte Bahnhof im Seesener Stadtgebiet. Er verfügt über einen Bahnsteig mit einer Länge von 90 Metern, die Bahnsteigkante ist 55 Zentimeter hoch. Im Stundentakt verkehren Züge des Typs Alstom Coradia LINT als RB 46 von Braunschweig Hbf über Seesen nach Herzberg (Harz), wo Anschluss nach Nordhausen, Northeim und Göttingen besteht.
Südlich des Personenbahnhofes liegen Ausweich- und Abstellgleise für den Güterverkehr, 2017 sind es drei Durchgangsgleise und sieben Abstellgleise. Die Fels-Werke (Kalkwerk) haben daran mehrere Anschlussgleise.

## Kfz-Kennzeichen
Vor der Eingemeindung in die Stadt Seesen wurde in Münchehof das Kfz-Kennzeichen GAN (Landkreis Gandersheim) ausgegeben.
Am 1. Juli 1972 wurde dem Ort bei der Eingliederung in die Stadt Seesen das bis heute gültige Kfz-Kennzeichen GS zugewiesen. Es wird durchgängig bis heute ausgegeben. Seit dem 15. November 2012 sind in Zusammenhang mit der Kennzeichenliberalisierung auch die Unterscheidungszeichen BRL (Braunlage/Landkreis Blankenburg (Niedersachsen)) und CLZ (Clausthal-Zellerfeld/Landkreis Goslar) erhältlich.

## Religionen

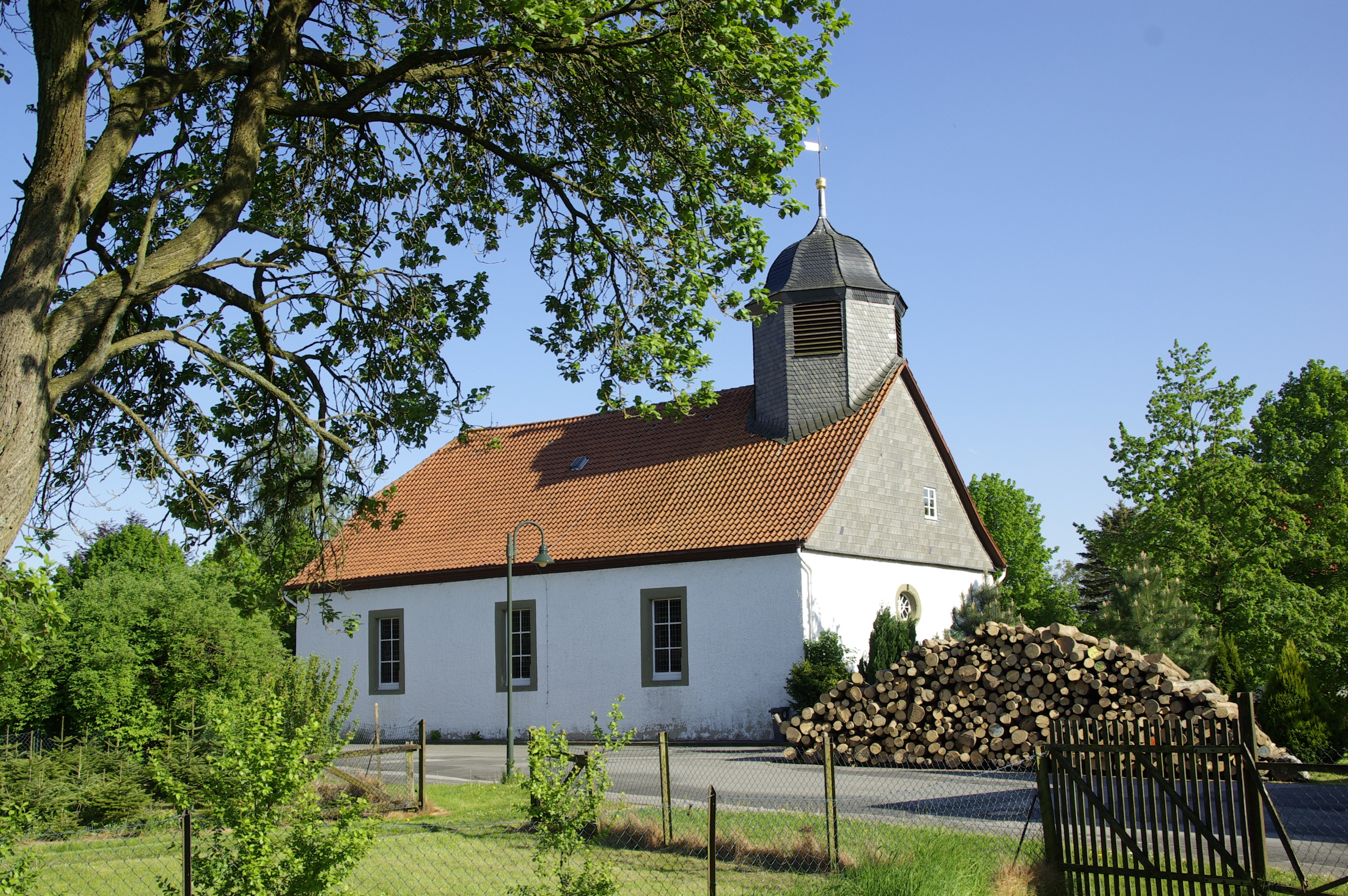
Ev.-luth. Kirche St. Antonius

Die evangelische Kirche St. Antonius im Unterdorf gehört seit 2009 zum Pfarrverband Gittelde.
Gegenüber der St.-Antonius-Kirche wurde 1975 die katholische Kirche Heilige Familie erbaut. 2007 erfolgte ihre Profanierung, heute wird das Gebäude für Veranstaltungen verschiedener Art genutzt. Die nächstgelegene katholische Kirche befindet sich heute im ca. 6 km entfernten Seesen.